# 比約恩·隆堡
比約恩·隆堡（丹麥語：Bjørn Lomborg，1965年1月6日—），丹麥作家。

## 生平
曾擔任哥本哈根的環境評估協會會長，哥本哈根商學院客席教授。著有《持疑的環保論者》。2002年，隆堡與環境評估協會成立的哥本哈根共識以福利經濟學的方法學為全球福利尋求優先次序。